# Tavola matematica

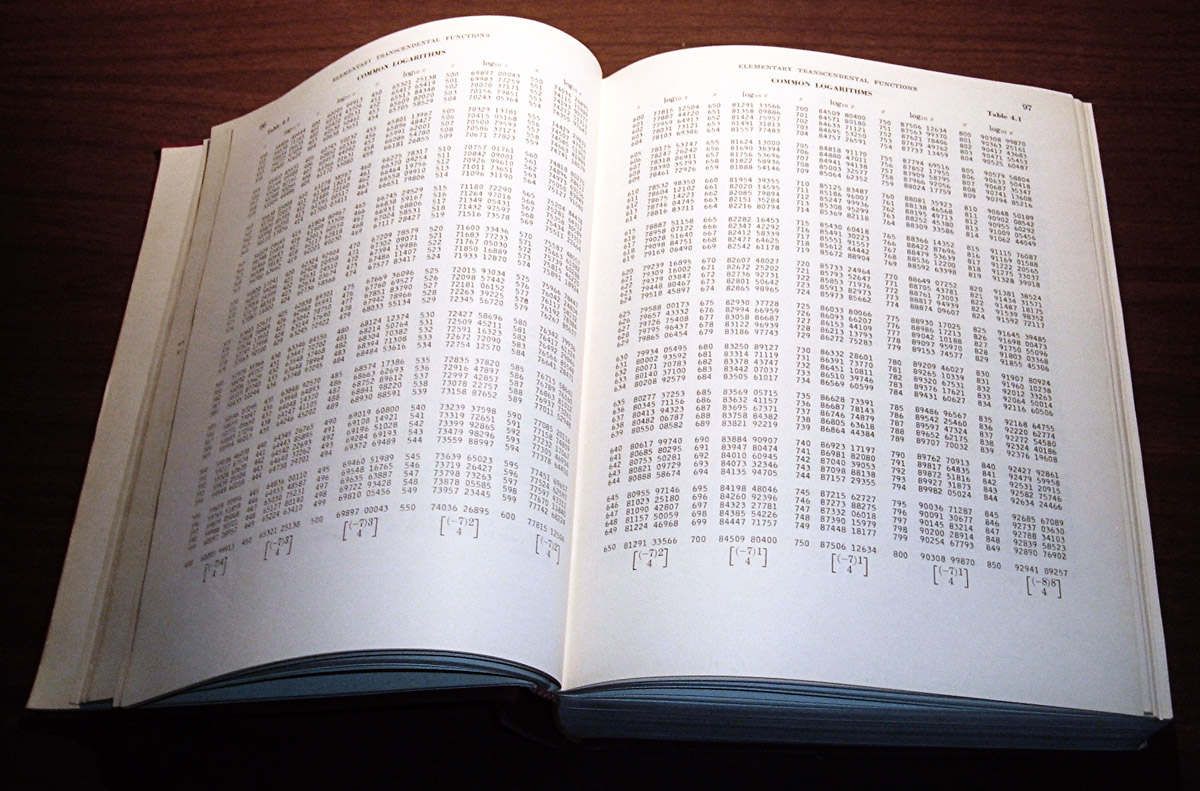
Tavole matematiche sulle pagine di un libro

Una tavola matematica è una tabella riportante i risultati di una serie di operazioni matematiche simili. È chiamata "tavola" perché inizialmente, come supporto fisico su cui riportare la tabella, veniva utilizzata una tavola di argilla o di legno. Occasionalmente, invece della parola "tavola" viene utilizzata la parola "tabella".

## Scopo
Lo scopo generico di una tavola matematica è quello di una qualsiasi tabella: presentare una serie di informazioni in modo schematico e sintetico al fine di rendere tali informazioni facilmente e velocemente fruibili. Un esempio di tavola matematica che ha solo tale generico scopo è la tavola della verità. Ma una tavola matematica può avere anche scopi specifici. Ad esempio può avere uno scopo didattico: la tavola pitagorica viene utilizzata per fare memorizzare mentalmente, agli studenti della scuola primaria, i risultati della moltiplicazione dei primi dieci numeri interi positivi. Fino alla diffusione massiva del computer, iniziata nella seconda metà degli anni settanta del secolo scorso, la tavola matematica è stata anche un importantissimo strumento di calcolo: tavole matematiche, riportanti i risultati delle più comuni operazioni matematiche, sono state realizzate fin dall'antichità per facilitare e velocizzare l'esecuzione di calcoli matematici.

## Tipologie
Tipologie di tavole matematiche sono le seguenti:
- tavola numerica;
- tavola logaritmica;
- tavola trigonometrica;
- tavola pitagorica;
- tavola della verità.

## Storia
Nel XXXI secolo a.C. gli scribi sumeri eseguono calcoli matematici utilizzando tavole matematiche incise su tavolette di argilla. Tavolette di tale tipo sono state rinvenute, in grande quantità, durante scavi archeologici eseguiti in Mesopotamia.